# Perekir, Nedrîhailiv
Perekir (în ucraineană Перекір) este un sat în comuna Korovînți din raionul Nedrîhailiv, regiunea Sumî, Ucraina.

## Demografie
Componența lingvistică a localității Perekir
     Ucraineană (94,44%)
     Rusă (5,56%)
Conform recensământului din 2001, majoritatea populației localității Perekir era vorbitoare de ucraineană (94,44%), existând în minoritate și vorbitori de rusă (5,56%).